# Cyril Dorand Nzeugang Domche
Cyril Dorand Domche Nzeugang, noto come Ales Bendjo (5 giugno 1991), è un attore camerunese.

## Biografia
Nato in Camerun, è cresciuto a Yaoundé, dove appena maggiorenne inizia a lavorare come segretario nell'azienda Uclair entreprise mentre studia Medicina. Un paio d'anni più tardi viaggia in Austria, poi entra nel mondo della recitazione, frequentando alcuni corsi. In seguito si trasferisce in Italia, a Roma dove continua a seguire corsi di recitazione e contestualmente inizia a lavorare nel cinema, debuttando nel film horror Go Home - A casa loro.
Lavora successivamente come doppiatore della serie Tv Tutto il giorno davanti. A teatro ha preso parte allo spettacolo Kurkuma, recitando sotto lo pseudonimo Ales Bendjo. Nel 2019 ha una piccola parte nel film Tolo Tolo di Checco Zalone.
Nel 2018 pubblica un romanzo d'avventura, Le Chemin Que Vous M'avez Emprunté.

## Filmografia
- Go Home - A casa loro, regia di Luna Gualano (2018)
- A Subtlety, regia di Brianna Devons e Neesin Williams (2019)
- Africa, regia di Gaston Biwole (2019)
- Tolo Tolo, regia di Checco Zalone (2020)

## Doppiaggio
- Tutto il giorno davanti, regia di Luciano Manuzzi

## Teatro
- Kurkuma, regia di Deialnira